# Jimmy Woods
Jimmy Woods (* 29. Oktober 1934 in St. Louis, Missouri; † 29. März 2018 in Anchorage, Alaska) war ein US-amerikanischer Alt- und Tenorsaxophonist des West Coast Jazz.

## Leben
Aus Woods’ Leben ist wenig bekannt. Einen Namen hat er sich vor allem mit zwei Alben gemacht, die er zwischen 1961 und 1963 für das Label Contemporary in Los Angeles aufnahm: das erste, Awakening, 1961/62 zusammen mit dem Trompeter Joe Gordon, und das zweite, Conflict, im  März 1963 mit Carmell Jones, Andrew Hill, George Tucker und Elvin Jones.
Seine Karriere hatte 1951 in der Band von Homer Carter begonnen. Nach einer Zeit als Soldat bei der United States Air Force (1952–1956) arbeitete er für andere Bands, zum Beispiel für Roy Milton. Er spielte 1960 für Horace Tapscott und in der Band von Teddy Edwards (Back to Avalon); 1961 nahm er mit Joe Gordons Quartett auf (Lookin’ Good). Er wirkte um 1963 im Orchester von Gerald Wilson mit. Zwischen 1964 und 1965 arbeitete er bei Chico Hamilton (The Dealer). Er trat auch bei einigen Fernsehshows in den USA auf, ebenso beim legendären Monterey Pop Festival 1967. In Europa und in Japan war er bei kleinen Tourneen zu sehen. Seit den späten 1960er Jahren hat man fast nichts mehr von ihm gehört. Er gehörte zu den Gründungsmitgliedern des Pan Afrikan Peoples Arkestra.
Er starb am 29. März 2018 83-jährig in Anchorage.

## Diskografische Hinweise
- „Awakening“ (Contemporary, 1961), mit Dick Whittington
- „Conflict“ (Contemporary, 1963)
- Joe Gordon: Lookin' Good (Contemporary, 1961)
- Gerald Wilson: Portraits (Pacific Jazz, wiederveröffentlicht auf Mosaic Records)